# Dauerlinie
Eine Dauerlinie ist die grafische Darstellung statistisch gleichwertiger Einzelbeobachtungen (Messwerte) in der Reihenfolge ihrer Größe. Mit Hilfe von Dauerlinien werden die Unter- beziehungsweise Überschreitungshäufigkeiten der Messwerte in einem bestimmten Zeitraum beschrieben.
Eine Dauerlinie entsteht durch Sortierung der Messwerte ihrer Größe nach, meist beginnend mit dem kleinsten Wert, wobei die Abszisse die Zeitachse darstellt.

Beispiel für eine Dauerlinie mit der zugehörigen Ganglinie

## Anwendung
- Dauerlinien werden in der Gewässerkunde und der Hydrologie überall dort benötigt, wo Wasserstände bzw. Abflüsse für eine Betriebsdauer maßgebend sind, z. B. zur Bemessung von Turbinen in Wasserkraftwerken. Dauerlinien zeigen, an wie vielen Tagen eines Jahres (Abfluss- oder Kalenderjahr) einzelne Abflüsse, Flusswasser- oder Grundwasserstände unterschritten wurden. Dieser Abszissenabschnitt wird auch als Unterschreitungstage bezeichnet. Die jeweiligen Messwerte werden aus den Abfluss- und Wasserstandsmessungen an Pegeln und Grundwasserbeobachtungsrohren erstellt. Sie können auch aus den Mittelwerten langjähriger Abflussmessungen ermittelt werden und zeigen dann die Unter- und damit auch Überschreitungshäufigkeit von Abflüssen im langjährigen Mittel.
- In der Binnenschifffahrt werden aus der Dauerlinie die Unterschreitungstage ermittelt, in denen die Mindestfahrrinnentiefe aufgrund von Wassermangel im Flussbett unterschritten wird.
- Im Verkehrswesen werden Dauerlinien der Verkehrsstärke zur Bemessung von Verkehrsanlagen verwendet. Typisierte Dauerlinien des Verkehrs auf Autobahnen finden sich beispielsweise in den Empfehlungen für Wirtschaftlichkeitsuntersuchungen an Straßen.